# Візантійська культура
Візанті́йська культу́ра — історичний етап розвитку європейської культури епохи Середньовіччя; оригінальна культура, що склалася після розпаду Римської імперії на Західну й Східну. Спадкоємиця культури Стародавньої Греції, що водночас увібрала в себе багато із культур східних народів, що населяли території Візантії. Охоплює собою період існування Візантії від заснування Константинополя в 330 році і до захоплення імперії османами, проте не має чітких хронологічних і територіальних кордонів. До заснування Візантійської імперії зачатки майбутнього її мистецтва формувалися в ранньому християнстві.
Після 1456 року, коли імперію було знищено турками, традиції візантійського мистецтва продовжували своє існування на Русі, на території сучасних Греції, Румунії, Сербії, Грузії, Болгарії.

## Періодизація
- IV–V ст. — період імператора Костянтина Великого;
- VI–VII ст. — період Юстиніана I. Перші два періоди — етапи формування культури. Характеризуються розпадом рабовласницького і розвитком феодального ладу, формуванням християнського світосприйняття;
- 726–843 рр. — період іконоборництва;
- IX–Х ст. — період Македонського відродження;
- XI–XII ст., що характеризується першими хрестовими походами на візантійські території;
- I половина XIII — XIV хрестовий похід призводить до захоплення Константинополя;
- кінець XIII–XV — палеологівське відродження — правління останньої Візантійської династії.

## Загальна характеристика
Невід'ємною частиною європлохейського середньовіччя є історія Візантії — тисячолітньої імперії, єдиної держави, яка проіснувала всі середні віки — з IV по XV століть. У той же час її культура мала значні особливості в порівнянні із західноєвропейською. Якщо в раннє середньовіччя Захід занепадає, то колишня Східна Римська імперія продовжує процвітати (назва «Візантія» склалася від першої, грецької, назви столиці — Візантій, перейменованої пізніше на Константинополь). Культура Візантії, яка була прямою спадкоємицею Стародавньої Греції і Риму, увібрала в себе багато чого і з культур східних народів, які її населяли.
Західну Європу і Візантію об'єднує передусім спільність релігії. Розкол церкви не торкнувся основи християнства, хоч є деякі відмінності:
- богословські — католицька церква дотримується догмату про те, що Святий Дух сходить від Отця і від Сина, а православна — тільки від Бога-отця; православ'я заперечує віру в чистилище й інш.;
- культові — католицизм забороняв переклад Біблії, богослужіння велося латиною, обітницю безшлюбності давали всі священики, а в православ'ї використовувалися національні мови, священики мали сім'ю. На відміну від Риму, православній церкві ніколи не належала політична влада. Патріарх константинопольський по відношенню до імператора займав підлегле становище. Загалом же у Візантії, як і в Західній Європі, християнство набуло всеосяжного характеру: стало і філософією, і основою мистецтва, і моральною доктриною.

Самобутня культурна традиція Візантії стала підсумком складної взаємодії античних традицій і християнства. Їх співвідношення виявлялося по-різному, на тому або іншому етапі одна з сторін висувалася на перший план, або навпаки — придушувалася. Ці процеси, які проходили у всіх, без винятку, сферах культури, склали принципову лінію розвитку візантійської культури. Так, у філософії жодне з грецьких вчень не було втрачене, вони вивчалися, коментувалися, на відміну від Західної Європи, де було канонізоване вчення Аристотеля. В XI столітті видатний вчений Михайло Пселл навіть використав вчення Платона для обґрунтування права критикувати деякі церковні авторитети. Потім верх бере догматика, навіть містика, а в останнє століття існування Візантії знову зростає популярність античних мислителів.
У Візантії збереглися центри античної науки й освіти, хоча дуже болюче позначилася втрата найбільшої Александрійської бібліотеки, яка загинула у вогні пожежі на початку V століття. У Константинополі вже в IX столітті створюється Магнаврська вища школа з викладанням богослов'я і світських наук, а в XI ст. — університет з філософським і юридичним факультетами. Зберігалися античні системи уявлень в астрономії, медицині, хімії, хоч вони весь час зазнавали критики. Про успіхи хімії говорять технологія виготовлення смальти для мозаїк, винахід знаменитого «грецького вогню» — запалювальної суміші, яку не можна погасити водою.
Багата і візантійська історіографія. Історики жили і працювали, як правило, при дворі імператора, і їх творчість повинна була відповідати державним інтересам. Імператор Костянтин Багрянородний сам був автором декількох книг. Дуже цікава особистість історика Прокопія Кесарійського. Він жив у часи максимальної політичної могутності Візантії, коли правив імператор Юстиніан (VI століття). У офіційному творі «Історія воєн Юстиніана з персами, вандалами і готами» Прокопій вихваляє імператора, детально описує його перемоги. У своїх же мемуарах, за якими закріпилася назва «Таємна історія», він висловлює абсолютно інші погляди, вважає Юстиніана вискочкою (Юстиніан походив з селянської сім'ї з Македонії і успадкував престол від свого дядька, зведеного на престол солдатами), гостро критикує його. Завдяки тісним контактам Візантії зі слов'янськими племенами, потім з Київською Руссю твори візантійських істориків є найціннішим джерелом з вітчизняної історії.
У візантійській архітектурі знайшли своє застосування і розвиток художні і технічні ідеї античності. Візантійські архітектори в пошуках нових форм храму вирішили складне творче та інженерне завдання — об'єднали прямокутну в плані базиліку і центричний храм. Наслідком цих пошуків став найвидатніший витвір візантійської архітектури — храм Святої Софії (Софія — символ божественної мудрості) в Константинополі, побудований усього за п'ять років за наказом Юстиніана. Рідкий для середньовіччя випадок, коли нам відомі імена архітекторів — Анфімій з Трал та Ісидор з Мілету. У плані храм являє прямокутник, його центральна частина перекрита куполом, до якого примикають ще два напівкуполи. Головним же в задумі була організація внутрішнього простору храму. Надзвичайно багатий інтер'єр собору. Біля основи купола по колу розташовано сорок вікон, так що для тих людей, які перебувають внизу, частину стіни між вікнами не видно, і купол, здається, летить у повітрі. Пізніше складеться хрестово-купольне планування храмів.
На відміну від архітектури у візантійському образотворчому мистецтві доля античної спадщини була іншою. Елліністичне начало яскраво проявлялося у ранніх фресках і мозаїках — жанрові сцени, реалістичне зображення людей, правильні пропорції. Однією з вершин є мозаїки храму Святої Софії. Надалі оформлюється так званий візантійський канон, що передбачає площинне зображення, регламентовані релігійні сюжети. Сувора система існує і для розміщення сюжетів монументального живопису в храмах. Біблійна тематика стає переважаючою. Виникає особливий жанр живопису — іконопис (від грецького «ікона» — картина), в якому всі канони дотримуються дуже суворо. У нашій національній історії особлива роль належить привезеній до Києва в XII столітті візантійській іконі, яка пізніше отримала назву «Володимирська Богоматір».
До великих художніх висот піднялося у Візантії мистецтво оформлення книги. На книжковий живопис вся суворість канону не поширювалася. Цим пояснюється більший реалізм і виразність книжкових мініатюр, що виконувалися з великою живописною майстерністю і тонкощами (слово «мініатюра» походить від назви червоної фарби — «мініум»). Художники розробляли не тільки сюжети композицій, але і систему взаємозв'язку тексту і мініатюр, їх розташування, домагаючись художньої єдності.
Важким для образотворчого мистецтва виявився так званий «іконоборчий» період (VIII століття), коли імператори в боротьбі проти політичного впливу церкви заборонили шанування ікон, а також будь-яких зображень Христа і святих. Прикрашати церкви дозволялося тільки декоративним орнаментом. На початку IX століття заборони були відмінені, але до цього часу не тільки багато ікон, але й мозаїк, фресок в Константинополі було знищено.
Візантійська культурна традиція виявилася сильнішою від самої держави. Після перетворення Константинополя в столицю Османської турецької імперії вона набрала подальшого розвитку у народів Східної Європи, в тому числі українського, де поширилася разом з християнством.

## Релігійно-філософський дискурс
Західну Європу і Візантію об'єднує передусім спільність релігії. Розкол церкви не торкнувся основи християнства, хоч є деякі відмінності: богословські — католицька церква дотримується догмата про те, що Святий Дух виходить від Отця і від Сина, а православна — тільки від Бога-Отця; православ'я відкидає віру в чистилище й інш.; культові — католицтво забороняло переклад Біблії, богослужіння велося на латині, обітницю безшлюбності давали всі священики, а в православ'ї використовувалися національні мови, приходські священики мали сім'ю. На відміну від Риму, православній церкві ніколи не належала політична влада. Патріарх Константинопольський по відношенню до імператора займав підлегле положення. Загалом же в Візантії, як і в Західній Європі, християнство набуло всеосяжний характеру: стало і філософією, і основою мистецтва, і моральною доктриною.
Самобутні культурні традиції Візантії стали підсумком складної взаємодії античних традицій і християнства. Їх співвідношення виявлялося по-різному, на тому або іншому етапі одна із сторін висувалася на перший план, або навпаки — придушувалася. Ці процеси, що проходили у всіх без винятку галузях культури, склали принципову лінію розвитку візантійської культури. Так, в філософії жодне з грецьких вчень не було втрачене, вони вивчалися, коментувалися, на відміну від Західної Європи, де було канонізоване вчення Аристотеля. У XI c. видатний вчений Михайло Пселл навіть використав вчення Платона для обґрунтування права критикувати деякі церковні авторитети. Потім верх бере догматик, навіть містика, а в останній вік існування Візантії знову зростає популярність античних мислителів.
Василевси (імператори) прагнули показати, що вони правлять від імені Бога. На урочистостях поряд з троном василевса стояв інший трон — трон Істинного Царя. На ньому інколи лежало Євангеліє або стояла ікона. На війні перед загонами як знамено несли хрест або ікону Богородиці, або св. Михайла, або Св. Георгія.

## Освіта та розвиток наукового знання
Візантійці успадкували від античного світу класичну систему освіти, яка використовувалась для формування гармонійно розвиненої особистості. Школи мали світський характер і були загально доступними. Отримання освіти відкривало дорогу до службової кар'єри, до змін соціального статусу, до багатства.
Основою шкільної освіти була антична спадщина: література, філософія, наука. Вивчались твори Гомера, Гесіода, Геродота, Фукідіда, Платона, Арістотеля та ін. Мовою навчання була грецька. Повний курс навчання у Візантії складався з вивчення орфографії, граматики, риторики, філософії, математики і права.
Система освіти складалася з декількох ступенів:
1. Елементарна школа — коло 3-х років — читання, письмо, а також рахуванню і співам, деякі відомості по міфології, світській та біблійній історії.
2. Школа «граматиста» — 6-7 років — граматика. Мета: навчити правильно говорити і писати, розуміти і пояснювати античних авторів.
3. Школа ритора — читання і заучування напам'ять найвідоміших робіт античних і християнських письменників, ораторів, богословів, істориків, філософів.
4. Філософська школа — філософія (знання), а також арифметику, геометрію, музику, астрономію, фізику, логіку, етику.

Тяжким ударом стала втрата найбільшої Александрійської бібліотеки, яка загинула від пожежі на початку V ст.
До 70-х рр.XX ст. вважалося, що в VII–VIII ст. у візантійській столиці діяла Патріарша академія. В своїй праці «Le premier humanisme Byzantin. Notes et remarques sur enseignement et culture à Byzance des origines au Xe siècle» за 1971р, Поль Лемерль переконливо спростував це загальноприйняте судження. Таким чином, про освіту в Константинополі у VII–VIII ст. ми знаємо дуже мало. Розповсюдження освіти сприяло відкриттю Магнаврської вищої школи у Константинополі (сім вільних мистецтв). Точна дата створення Магнаврської Школи залишається невідомою. Школа ця мала чітко виражену світську програму, швидше за все, вона обмежувалася предметами загальноосвітнього циклу — філософією, граматикою, геометрією, астрономією. Латинська граматика і латинське красномовство вже не входили в програму, починаючи з VII століття грецька мова зробилася єдиною офіційною мовою імперії, мовою канцелярії та літератури. Не знайшло собі місця в системі навчання і право. Відносно викладацького складу, збереглися імена деяких викладачів Магнаврської школи.
В джерелах фігурує ім'я Коміт, він автор епіграм, тлумачив «Іліаду» Гомера, навчав граматиці, Феодигій — навчав астрономії, Феодор — очолив кафедру з геометрії. Зазвичай
вважають, що Фотій, константинопольський патріарх, також був у свій час професором Магнаври, але прямих даних про його вчительську діяльність немає. Поль
Лемерль вказує, що Фотій ніколи не був викладачем, а його світська діяльність перед патріаршою була чиновницькою. Георг Остроґорський розглядає Магнаврську школу не тільки як інтелектуальний центр, що впливав на розповсюдження освіти в Східну Європу, але певним рушієм науки, що зіграв важливу роль у Західній Європі.
Коли пізніші візантійські письменники згадують про стан просвіти кінця X — початку XI століття, вони підкреслюють зазвичай його низький рівень.
Як писав Михайло Пселл: «Що ж стосується царя Василя, то він завжди виявляв нехтування до підданих … Тому-то він і не звертав ніякої уваги на вчених людей, але абсолютно нехтував цим племенем».
Константинопольська вища школа була заснована у 1045 році, спеціальним указом Константина IX Мономаха, що регламентував її діяльність. Вона складалася з двох факультетів, вірніше об'єднувала дві самостійні школи — філософську і правову, які іноді розглядаються як факультети університету. Втім, це не точно, бо середньовічний університет на Заході був корпорацією професорів та студентів, життя якої визначалося загальними, корпоративними інтересами і привілеями. Інакше кажучи, західний середньовічний університет був незалежним, візантійська ж вища школа — державною установою. Перша школа знаходилася у відбудованому монастирі св. Георгія, інакше званому Маіганами; друга, можливо, в портику Ахілла, недалеко від Августеона — головної константинопольської площі.
Що стосується програм, то філософська школа залишалася в межах «енкикліос педіа», тільки в ширшому об'ємі, тоді як правова школа давала спеціальні знання — в області юриспруденції. З джерел XI–XII ст. ми досить добре обізнані про структуру правової школи. На її чолі стояв номофілак, «хранитель законів», який зараховувався до вищих візантійських суддів і користувався правом особистої доповіді імператорові. Його платня складала 4 літри золота в рік, тобто 288 золотих номісм, окрім того, він отримував шовковий одяг та харчове постачання, а також подарунок на Пасху. Посада номофілака оголошувалася довічною, проте його незамінність виявлялася дуже ілюзорною, він цілком залежав від примхи імператора. Були спеціально прописані ряд правил, що загрожували номофілаку відставкою: неуцтво, недбале відношення до обов'язків тощо. Також номофілак повинен не лише знати закони, але й
досконало володіти «мовами ромейского і римського законодавства». Першим номофілаком був Іоанн Ксифилін, викладав право Костянтин Ліхуд. Навчання в школі встановлювалося безкоштовне. Вже при відкритті школи студентам наказали не давати номофілаку взяток. Хабарництво було побутовим і нормальним елементом діяльності візантійського чиновного апарату, тому, заборонивши хабарі в загальному вигляді, творці школи все-таки визнали за можливе та навіть бажаним, щоб після закінчення курсу учні робили наставникові подарунки. Вважалося, що такі подарунки мають етичну цінність, сприяючи зближенню людей. Вихованці школи повинні були після її закінчення отримати від номофілака свідоцтво про достатню юридичну підготовленість, а також про наявність голосових даних (якщо випускник збирався стати суддівським чиновником) або каліграфічного почерку (якщо той вибирав кар'єру нотаря, укладача документів). Другий факультет очолював так званий іпат (консул) філософів.
З поширенням християнства в великих центрах античної освіченості — Александрії, Ефесі та інших містах — стали виникати богословські академії, головною метою яких було засвоєння основних положень християнського віроучіння.
Про успіхи науки вказує технологія виготовлення смальти для мозаїк, винахід уславленого «грецького вогню» — запалювальної суміші, яку не можна погасити водою.

## Архітектура

Софійський собор, мечеть Ая-Софія

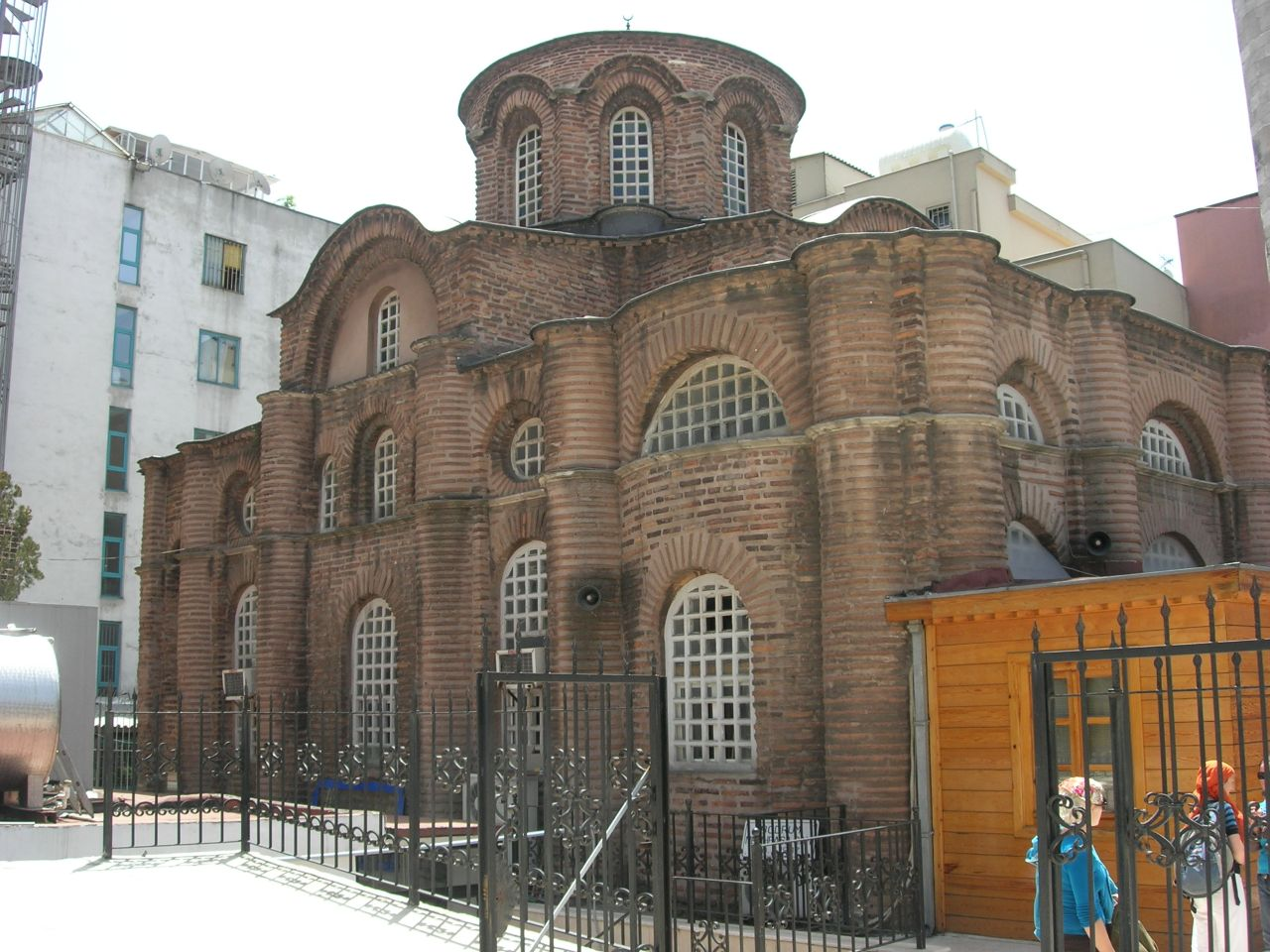
Колишня припалацова церква Мірелейон, Стамбул, фото 2007 року.

Досить значним є вклад Візантії у світову архітектуру. Вже у V–VI ст. візантійські зодчі переходять до нового планування міста, яке стає характерним для середньовічної Європи. В центрі міста розташовується головна площа із собором, від якої у різні боки розходяться вулиці. З цього часу з'являються багатоповерхові будинки, а з часом — резиденції знатних, багатих громадян.
Найвищого розквіту сягає у Візантії церковна архітектура. Ранньовізантійські храми споруджувалися переважно у формі базиліки — витягнутої в довжину споруди, центральна частина якої (нерідко поділена на три, п'ять нефів) завершалася розташованою у східній частині апсидою, де знаходився вівтар з престолом. Двоскатна покрівля на підпорах поступово замінюється куполом, розташованим над центральним квадратом храму.
У другій половині ІХ ст. у Візантії з'являється новий тип храму — хрестово-купольний. В ньому ніби зникає базилікальна витягнутість, простір ніби концентрується під куполом, який спирається на чотири стовпи (філяри). З чотирьох сторін до купола приєднуються напівциліндричні частини, створюючи в плані «грецький хрест». Купол символізує небо як притулок Бога.
Вся система декору храму втілювала ідею зв'язку землі і неба. Храм виступав моделлю світотворення, увібравши в себе весь простір Всесвіту — небо, землю, рай і пекло: від моменту світотворення до майбутнього страшного суду. Шедевром візантійської архітектури є Софійський собор у Константинополі, спроектований під керівництвом малоазійських архітекторів Анфімія і Ісідора (був посвячений в 537 р.). Храм покритий величезним куполом діаметром 31,7 м.

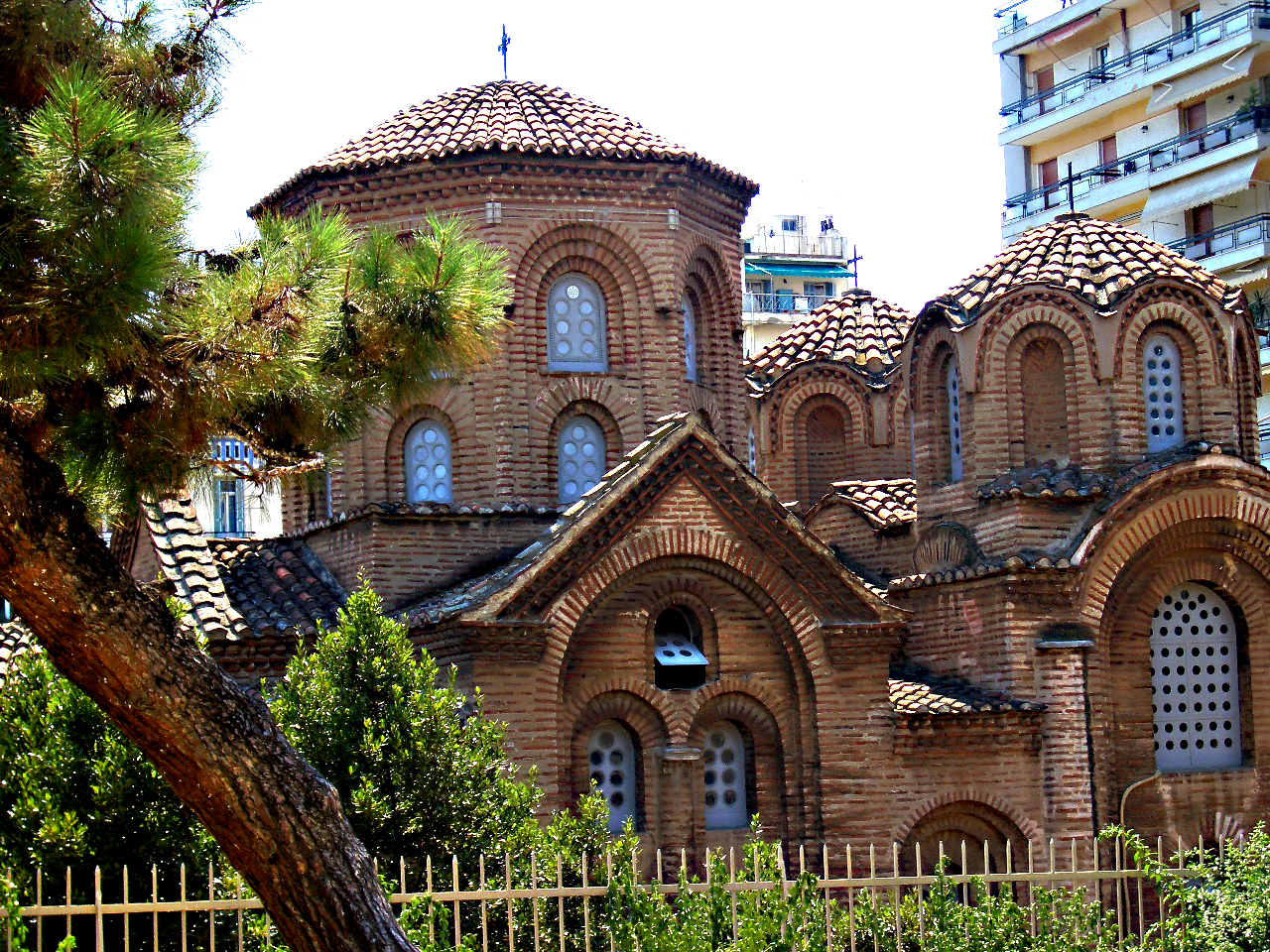
Церква Панагія Халкеон, Салоніки, фото 2007 року.
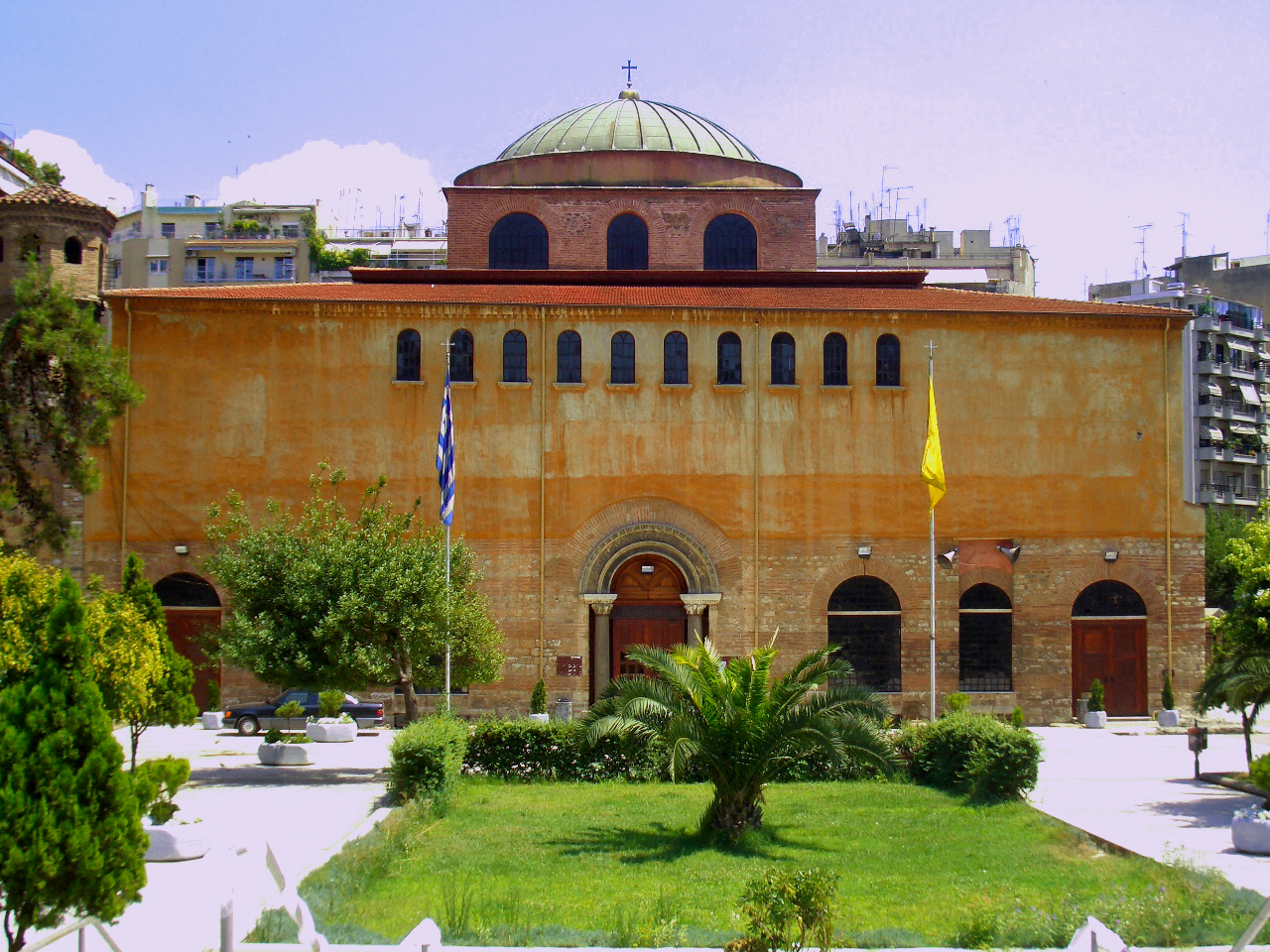
Базиліка святої Софії, Салоніки.

## Образотворче та прикладне мистецтво
Одне з найважливіших місць у візантійському мистецтві посідає живопис. Головні форми візантійського живопису: монументальний храмовий живопис (мозаїки, фрески), ікона, книжкова мініатюра.

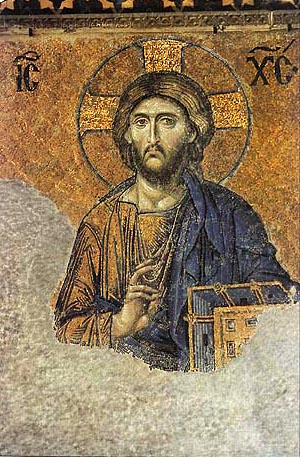
Мозаїка в Софійському соборі

Візантійське мистецтво спиралося на релігійні канони і традиції. Головною особливістю мистецтва Візантії була його барвистість, пишність, святковість — в поєднанні з витонченою духовністю і християнським спіритуалізмом. Це пояснюється поєднанням в ньому античних традицій з християнською релігійністю. Візантійське мистецтво було глибоко символічним. Символ — вказівка на подвійне значення образу, предмету. Християнський символізм заснований на поєднанні в одному образі двох його значень — земного (предметного, матеріального) і божественного (ідеального, духовного). Таким є символізм іконопису.
Іконопис — сакрально-ритуальне мистецтво, покликане спрямовувати «внутрішній» духовний погляд кожного глядача від образу до первообразу, тобто бачити не те, що сприймається візуально, а сутність. Ікона з грец. зображення, образ — фрескова і станкова.
Основні художні принципи іконопису:
1. Типологізація образів і сюжетів (Христос, Марія, апостоли);
2. Незвичайність засобів художньої виразності — плоскість зображення, статичність фігур, відсутність глибини простору;
3. Анонімність авторів;
4. Канонізація сюжетів, співвідношення фігур, поз, підбору фарб тощо.

Примат духовного над матеріальним у візантійському мистецтві знаходило вираження в особливостях трактування людської фігури і образу. Характерними рисами візантійського стилю є: порушення пропорцій, підкреслена «безплотність» фігур, витягнутість форм, широко відкриті очі, які символізують духовне начало.
Специфічною формою візантійського мистецтва була мозаїка. Зображення викладається з різнокольорових кубиків смальти (сплаву скла з мінеральними фарбами). Візантійські мозаїки були яскравими, багатобарвними, складними за композицією, багатофігурними, сюжетними.
Великий розвиток у Візантії отримала книжкова мініатюра.
Мініатюра — витвір образотворчого мистецтва малого розміру, виконане тонким пензлем.
Ними прикрашалися богослужебні книги, історичні і літературні твори.

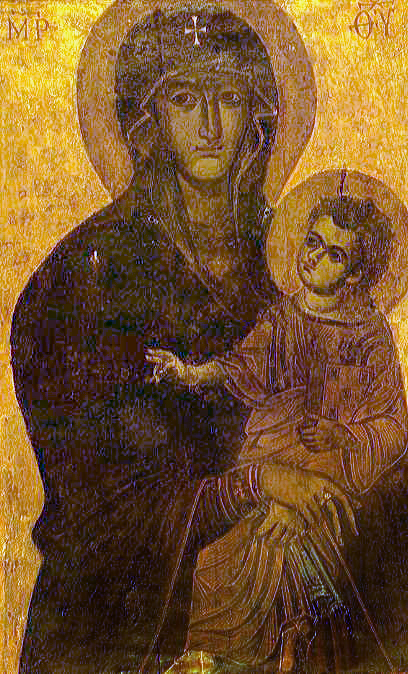
Спасіння римського народу, ікона V ст. н. е.

## Резюме
З наведеної загальної характеристики середньовічної європейської культури видно, що вона не є «невдачею», «перервою» в історії світової культури, а являє невід'ємний етап її формування і розвитку. Безумовно, культура в епоху раннього середньовіччя пережила найскладніший застійний період, коли єдиною державою, яка зберегла античну традицію, була Візантія, в Західній же Європі загубленим виявився рівень, вже досягнутий у Стародавній Греції і Римі, звузилося до мінімуму коло освічених людей, практично не розвивалися природничі науки, філософія втратила самостійність, припинилося монументальне будівництво. Однак працею і талантом багатьох народів, які увійшли в орбіту культурного розвитку і створили основи національних культур сучасних європейських держав, криза поступово була подолана. З XI століття почали нагромаджуватися прогресивні зміни. Міська культура, розвиваючи традиції середньовічної, в той же час вже містила якісно нові елементи.